# 2002年航空
此條目列出2002年發生有關航空運輸的事件。

## 事件

### 1月
- 1月15日：空中巴士A318進行首飛。

### 3月
- 3月2日：韓國除了仁川國際機場以外的所有機場都交由韓國機場公社（朝鲜语：한국공항공사）營運。

### 4月
- 4月2日：江原道襄陽郡襄陽國際機場啟用。